# Caffrowithius bicolor
Caffrowithius bicolor är en spindeldjursart som först beskrevs av Beier 1964.  Caffrowithius bicolor ingår i släktet Caffrowithius och familjen blindklokrypare. Inga underarter finns listade.